# 一對一 (小說)
《一對一》（Counterparts），愛爾蘭作家詹姆士·喬伊斯的短篇小說，收錄於1914年的短篇小說集《都柏林人》（Dubliners）。 
華林頓（Farrington）是一位窩囊的銷售員，白天在辦公室偷懶，被主管責罵，晚上在酒吧跟一位年輕人比腕力輸了，喝酒也沒醉，唯一的手錶典當了，只好回家打小孩。他可憐的兒子湯姆（Tom）屁股被打得皮肉綻開，只能向萬福瑪麗亞祈禱。